# Frank Shakespeare
Franklin Bradford "Frank" Shakespeare (født 31. maj 1930 i Philadelphia, Pennsylvania) er en amerikansk tidligere roer og olympisk guldvinder.

## Rokarriere
Shakespeare var kadet på United States Naval Academy ved Annapolis og her en del af otteren, som vandt collegemesterskabet og Eastern Sprints samt OL-udtagelsesstævnet i 1952. Ved OL 1952 i Helsinki stillede han og resten af besætningen, Dick Murphy, Bill Fields, Jim Dunbar, Bob Detweiler, Henry Proctor, Wayne Frye, Ed Stevens og styrmand Charley Manring, op som store favoritter; amerikanerne havde vundet samtlige de OL-otterkonkurrencer, de havde stillet op i. Der deltog i alt 14 både i konkurrencen, hvor amerikanerne uden problemer vandt deres indledende heat og semifinale. I finalen blev USA i begyndelsen truet af den sovjetiske båd, men amerikanerne holdt dem væk og sejrede med et forspring på fem sekunder ned til Sovjetunionen, der fik sølv, mens Australien fik bronze.
Shakespeare roede yderligere en sæson og genvandt collegemesterskabet i otteren samt Eastern Sprints.

## Videre karriere
Efter at have taget eksamen fra akademiet forfulgte han en karriere som søofficer.

## OL-medaljer
- 1952:  Guld i otter